# Paranthias
Paranthias Guichenot, 1868 è un genere di pesci della famiglia Serranidae.

## Tassonomia
- Paranthias colonus (Valenciennes, 1846)
- Paranthias furcifer (Valenciennes, 1828)